# Франкис, Алин
Алин Франкис (валл. Alun Francis, род. 1943) — британский (валлийский) дирижёр.
Дебютировал в 1966 г. с новосозданным Ольстерским оркестром, в 1974—1976 гг. его главный дирижёр. В 1976—1978 гг. музыкальный руководитель Иранской национальной оперы. В 1979—1985 гг. возглавлял Северо-западный камерный оркестр в Сиэтле, затем руководил оперным театром в Энсхеде. В 1987—1991 возглавлял Филармонический оркестр Северо-западной Германии, в 1990—1994 гг. — Оркестр имени Гайдна, одновременно в 1989—1996 гг. музыкальный руководитель Берлинского симфонического оркестра. В настоящее время — главный дирижёр Филармонического оркестра Национального автономного университета Мехико.
Среди осуществлённых записей — произведения Отто Клемперера, Эрнста Кшенека, Дариюса Мийо (в том числе все симфонии и фортепианные концерты), Жака Оффенбаха, Аллана Петтерссона, Франсиса Пуленка, Карла Райнеке, Джоаккино Россини, Людвига Тюйе, Эрманно Вольфа-Феррари.